# 古戈爾普勒克斯
古戈爾普勒克斯（googolplex）是指{\displaystyle 10^{10^{100}}}（10的古戈爾次方），也就是：
這是1後有古戈爾（googol，{\displaystyle 10^{100}}）個0。美國數學家愛德華·卡斯納的侄子米爾頓·西羅蒂造出古戈爾一詞，卡斯納为古戈尔直接派生出古戈爾普勒克斯一詞。
因為一古戈爾比已知宇宙中基本粒子數目要多（後者估計在{\displaystyle 10^{72}}到{\displaystyle 10^{87}}之間），而一古戈爾普勒克斯的零的數目為一古戈爾，假設一普朗克時間可以寫一個零，需要約 {\displaystyle 2.3\times 10^{39}}倍現在宇宙的年齡的時間才能寫完。同時，假設一個零的大小為一普朗克長度，一古戈爾普勒克斯的長度相當於 {\displaystyle 1.8\times 10^{38}}個現今可觀測宇宙的直徑。所以要把古戈爾普勒克斯以十進位寫出來是不可能的，至少在初等函数范围内，这是一个“遥不可及”的数。
即使這樣，古戈爾普勒克斯仍是小於一些特別定義出來的巨大數，比如用高德納箭號表示法或斯坦豪斯-莫澤表示法表示的數，或是葛立恆數。更簡單的，可以用比古戈爾普勒克斯少的符號數目表示更大的數，例如這三個數比古戈爾普勒克斯大得多：
- {\displaystyle 9^{9^{9^{9}}}}
- {\displaystyle H_{9}(9,9)}（見Hyper運算符）
- {\displaystyle 9\to 9\to 9\to 9}（見康威鏈式箭號表示法）

## 性質
- 半完全數。由於所有半完全數的倍數都是半完全數[1]，而100、1000都是半完全數[2]，因此10050即10100也為半完全數，其中100為本原半完全數20的倍數[3]。由於古戈爾是半完全數，而古戈爾普勒克斯為古戈爾的倍數，因此古戈爾普勒克斯也是半完全數。
- 過剩數。由於所有過剩數的倍數都是過剩數[4]:134，而10100是一個過剩數，且1010100是10100的倍數，因此1010100也是過剩數。
- 十进制的節儉數。1010100是一個10100+1位數，但其質因數分解{\displaystyle 2^{10^{100}}\times 5^{10^{100}}}含指數的位數總和只有{\displaystyle {{{{1}+{101}}+{1}}+{101}}=204}。

## 外部連結
- 已知的古戈爾普勒克斯+n的素因數（0≤n≤999）: http://www.alpertron.com.ar/GOOGOL.HTM （页面存档备份，存于）
- 另一個古戈爾普勒克斯網頁：http://www.procrastinators.org/googolplex.html（页面存档备份，存于）